# رينيه كاييه

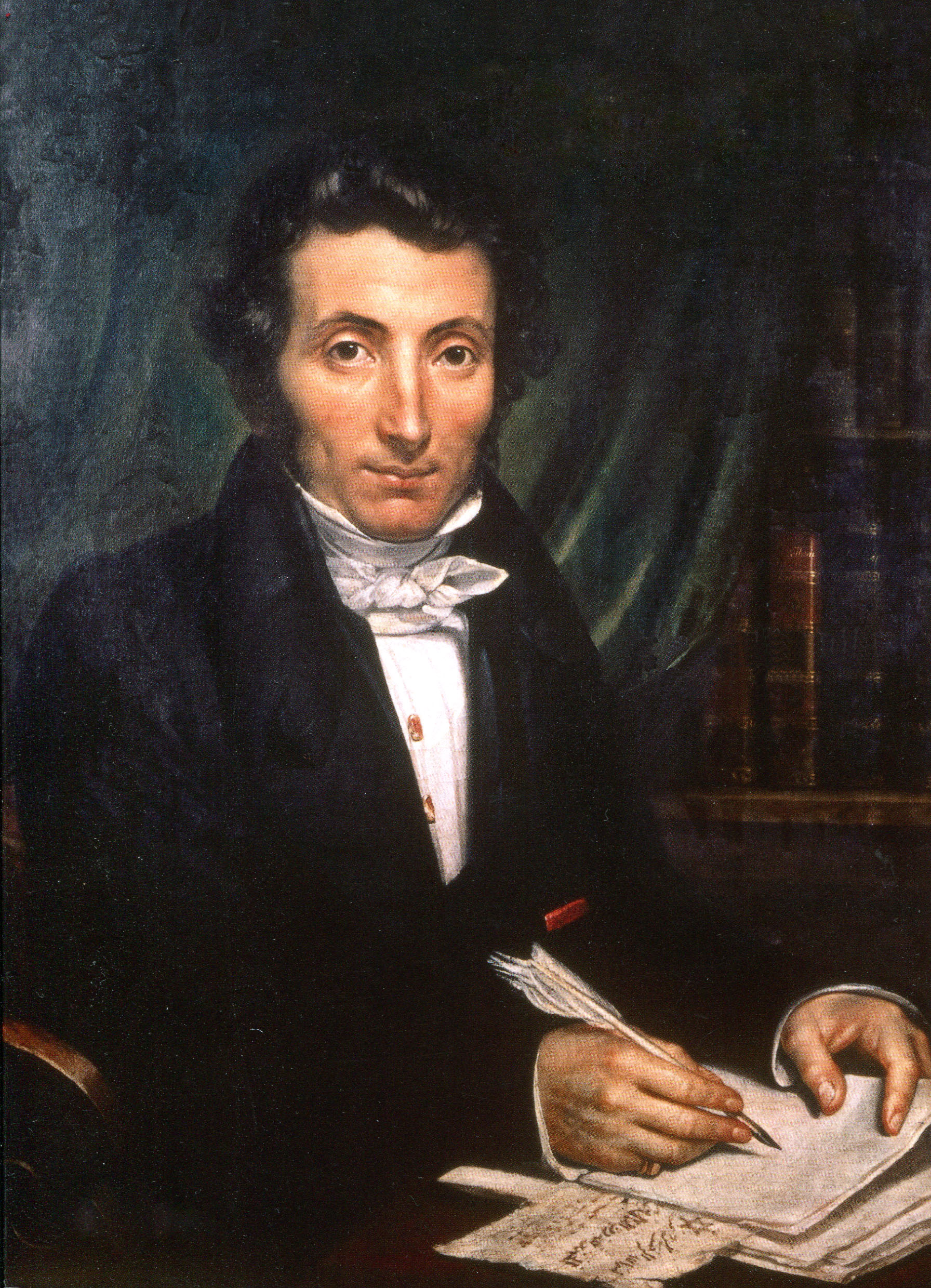
رينيه كاييه

رنيه كاييه (بالفرنسية: René Caillié)‏ (1799-1838) كان مستكشفا فرنسيا، وأول أوروبي يعود على قيد الحياة من بلدة تمبكتو في دولة مالي الحالية.

## سيرته

### أصله وأولى رحلاته
ولد كاييه في 19 سبتمبر/أيلول 1799 في إقليم دو سيفر، في غرب فرنسا وهو ابن عامل في مخبز. ولد في أدنى مستويات المجتمع الأوروبي. في سنة ولادته اُتهمّ والده بالسرقة وحُكم عليه بالسجن وتوفي هناك في 1808. توفيت أمه في 1811 فأصبح يتيما وأميا وضعيفا، وكان نقيضا للمغامر القائد العسكري التقليدي. ولكن قراءة رواية روبنسون كروزو التي كتبها دانيال ديفو أوقدت في نفسه حب السفر والمغامرة، وفي سن السادسة عشرة قطع مسافة 40 كيلومترا سيرا على الأقدام إلى ميناء روشفور على نهر شارنت وركب في 1816 سفينة من أسطول لا ميدوز وغرق الأخيرة ألهمت اللوحة الشهيرة طوافة قنديل البحر التي رسمها تيودور جيريكو وهي معروضة في متحف اللوفر. ولكن لم تغرق سفينة رينيه كاييه ووصل إلى السنغال سليما. من هناك انتهز الفرصة لرحلة إلى غواديلوب وهناك قرأ كتاب مونغو بارك لاستكشاف له من النيجر الأوسط.ثم عاد إلى بوردو في فرنسا وبعد ذلك إلى السنغال مرة أخرى في 1818 وقام برحلة إلى بوندو لنقل إمدادات إلى بعثة بريطانية في ذلك الوقت في ذلك البلد. حيث أصيب بالمرض والحُمّى واُضطر إلى العودة إلى فرنسا.

### رحلته إلى تمبكتو

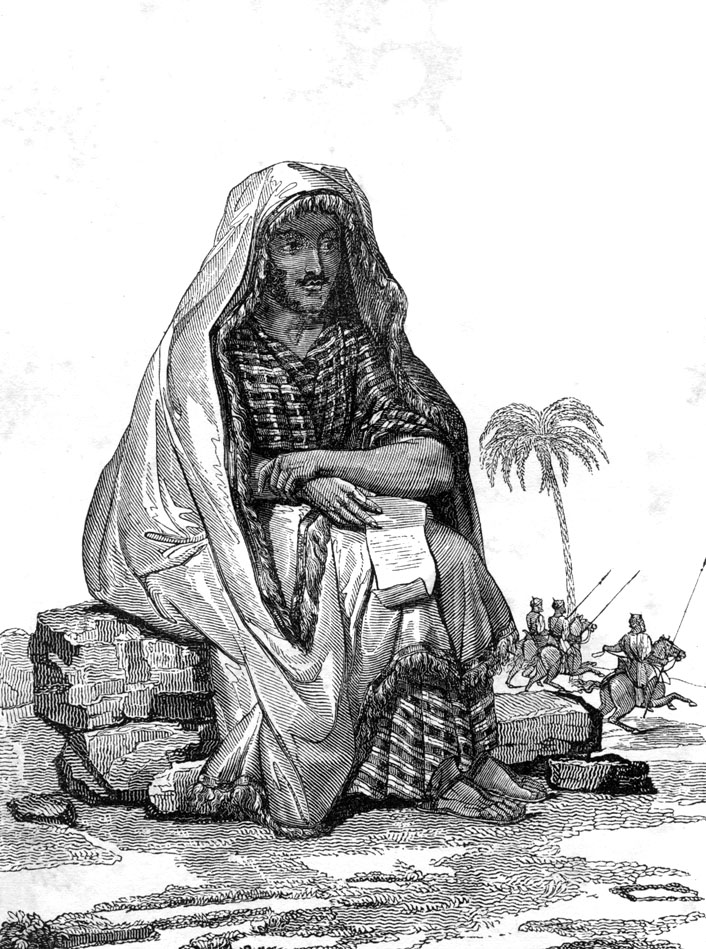
كان يرتدي زيا كمسلم

لم يقم برحلة إلى السنغال قبل 1824 عندما كان يفكر في الوصول إلى تمبكتو. كانت تعرض الجمعية الجغرافية في باريس مكافأة قدرها 10,000 فرنك لأول أوروبي يصل ويرجع على قيد الحياة من تمبكتو، التي كان يعتقد أنها مدينة غنية وعجيبة حسب سمعة منسى موسى. كانت مدينة أسطورية كتب حسابات لها الرحّالة العرب في العصور الوسطى مثل ابن بطوطة. وكان يحرم على المسيحيين دخول تمبكتو. فأمضى رينيه كاييه ثمانية أشهر فيبراكنة في شمال نهر السنغال، وتعلم اللغة العربية كمعتنق للإسلام، ودرس قوانين وأعراف هذا الدين كما فعل يوهان بركهارت قبله في بلاد الشام.

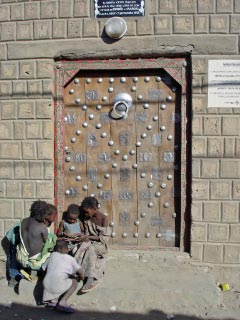
باب المنزل الذي أقام فيه المستكشف في تمبكتو

وضع مشروعه للوصول إلى تمبكتو قبل حاكم السنغال، ولكنه لم يتلق التشجيع فذهب إلى سيراليون حيث جعلته السلطات البريطانية مراقبا. بعد أن وفر 80 £ انضم في أبريل/نسان 1827 إلى قافلة شعب ماندينغي التي سارت صوب الداخل. وكان يرتدي زيا كمسلم، وزعم أنه كان عربيا من مصر حيث أقله الفرنسيون إلى السنغال رغبة منه في العودة إلى وطنه. وأثناء رحلته من أغسطس/آب 1827 إلى يناير/كانون الثاني 1828 أصيب بالاسقربوط واستقر في بلدية في شمال ساحل العاج الحالي. بعد أن استأنف رحلته استقر بضعة أيام في مارس/آذار في جني من حيث واصل رحلته عن نهر نيجر. ووصل إلى تمبكتو في أبريل/نسان 1828. استقر في المدينة أسبوعين وشعر بخيبة أمل ليجاد مدينة شبه منهارة. انضم إلى قافلة تعبر الصحراء إلى المغرب، حيث بلغت فاس في 12 أغسطس/آب وهي المدينة التي وصفها ب «أجمل مدينة في أفريقيا». من طنجة عاد إلى فرنسا على متن سفينة.

### المكافآت ونهاية حياته
وفي الحقيقة قد سبق رينيه كاييه في تمبكتو في 1826 ضابط بريطاني، الرائد غوردون لينج، ولكنه قتل عند مغادرة المدينة. فحصل رينيه كاييه على جائزة الجمعية الجغرافية كما تقلّد وسام جوقة الشرف ومعاشا وشارك مع غوردون لينج رمزيا الجائزة الكبرى للاستكشافات ورحلات الاستكشاف. نشرت قصة رحلة رينيه كاييه في عام 1830 مما يضمَن له شهرة كبيرة ولكن طعن الإنجليز في صحة كتاباته ورحلته وكان هذا مؤلما جدا له. ولكن سوف يتم تأكيد كتاباته عن تمبكتو من قبل الرحّالة الألماني هاينريش بارت المستكشف الذي بلغ المدينة بعده على الرغم من أنه انتقد جودة ملاحظات رينيه كاييه. توفي بمرض السُلّ الذي أصيب به في أفريقيا في 17 مايو/أيّار 1838 في عزبة له في بلدية في إقليم شارنت ماريتيم.

## انجازه
كان يبرز رينيه كاييه في نهجه للاستكشاف. في عهد الحملات واسعة النطاق بدعم من جنود وتوظيف الحمالين السود، قضى وقتا طويلا في تعلم اللغة العربية، ودراسة العادات المحلية والدين الإسلامي قبل الانطلاق مع رفيق له، وبعد ذلك من تلقاء نفسه، للسفر والعيش كما فعل السكان الأصليون. كان يحترم الناس والثقافات التي قابلها، وندد بالرق وبأوضاع المرأة. كما أنه لم يجعل تمبكتو مثاليّة لزيادة شهرته، خلافا للينغ الذي سجل أنها كانت مدينة عجيبة، وقال كاييه الحقيقة: كانت قرية صغيرة وفقيرة وغير مهمة بدون التلميح إلى السمعة الأسطورية التي سبقتها. قصة رحلته هي لوحة فنية دقيقة من المناظر الطبيعية والثقافية قابلها ومن جغرافيا الدول التي عبرها ومن الحيوانات والنباتات، وعادات وتقاليد شعوبها، الخ.
رينيه كاييه هو واحد من هؤلاء المغامرين الذين عاشوا قبل لورانس بسنوات كثيرة وفتنوا بالشرق عموما وتمبكتو خصوصا، سافر من فرنسا بحرا وقطع الصحاري المقفرة والغابات الموحشة وواجه الموت مرات كثيرة وتعرض للأسر كل ذلك من أجل الوصول إلى تمبكتو، ومن أجل الوصول أيضا إلى هذه المدينة تظاهر بالإسلام، فكان يصوم أيام رمضان الحارة ويصلي الصلوات الخمس خصوصا في الفترة التي قضاها أسيرا على يد إحدي القبائل العربية في الجنوب الموريتاني حيث كانت زوجة رئيس القبيلة وبناتها يتسلين برؤيته ويتعجبن من بياضه ويتفحصنه من كل مكان وكأنه من خلق آخر وذلك قبل أن يحرره المقيم الفرنسي العام في السنغال من الأسر مقابل فدية مالية كبيرة.

## روابط خارجية
- رينيه كاييه على موقع الموسوعة البريطانية (الإنجليزية)
- رينيه كاييه على موقع إن إن دي بي (الإنجليزية)